# Septembrie 2001
Acest articol este generat integral pe baza informațiilor din articolul 2001 și este actualizat periodic de un robot.
 Editările făcute în articol vor fi șterse la următoarea actualizare! Dacă doriți să faceți modificări, editați articolul-sursă.

ianuarie -
februarie -
martie -
aprilie -
mai -
iunie -
iulie -
august -
septembrie -
octombrie -
noiembrie -
decembrie
Septembrie 2001 a fost a noua lună a anului și a început într-o zi de sâmbătă.

## Evenimente

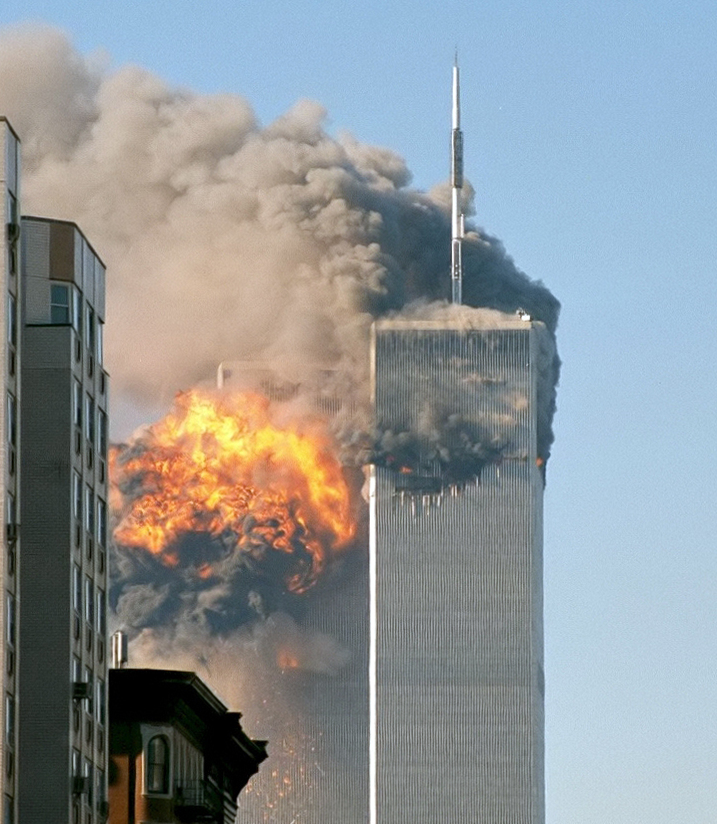
11 septembrie: Atentatele teroriste de la New York City.
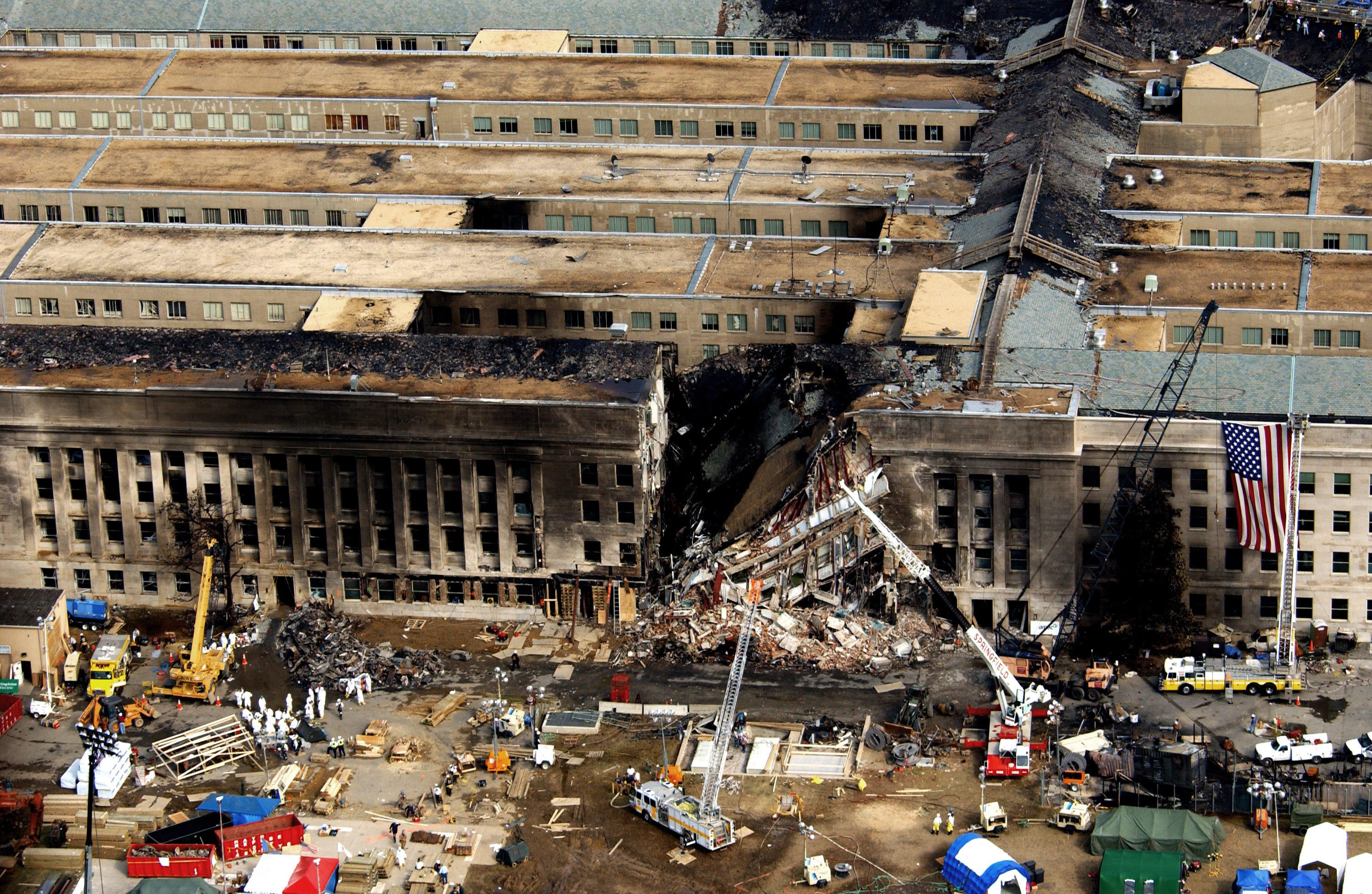
Pentagonul lovit de un avion deturnat de teroriști.

- 1 septembrie: Nakai, prima balenă orca captivă care s-a născut ca urmare a inseminării artificiale la SeaWorld San Diego.
- 3 septembrie: În Belfast, protestanții  loialiști  încep pichetul Sfintei Cruci la o școală primară catolică pentru fete. În următoarele 11 săptămâni, polițiștii îi escortează pe școlari și pe părinții lor departe de cei cateva sute de protestatari, pe fondul revoltelor și al violenței sporite.
  - Statele Unite, Canada și Israel se retrag de la Conferința ONU privind rasismul, deoarece consideră că problema sionismului este considerată rasism accentuat.
- 4 septembrie: Tokyo DisneySea se deschide publicului ca parte a Tokyo Disney Resort din Urayasu, Chiba, Japonia.
- 5 septembrie: Începe piesa Cât de lent posibil, compusă de John Cage. Va dura 639 de ani, terminându-se în anul 2640. [1]
- 6 septembrie: Statele Unite împotriva Microsoft Corp.: Departamentul Justiției Statelor Unite anunță că nu mai încearcă să dezbina Microsoft și va sancționa compania cu o penalizare mai mică conform legii antitrust.
- 9 septembrie:
  - Un sinucigaș îl ucide pe Ahmad Șah Massoud, comandantul militar al Alianței de Nord afgane.
  - Alegeri prezidențiale în Belarus: Președintele Aleksandr Lukașenko, după ce a schimbat constituția în 1994 și 1996 printr-un referendum în Belarus pentru a-și consolida puterea, câștigă un al doilea mandat într-un sondaj controversat.
- 10 septembrie:
  - Donald Rumsfeld ține un discurs cu privire la cheltuielile de Pentagon de 2,3 miliarde de dolari, care nu pot fi contabilizate. El identifică birocrația Pentagonului ca fiind cea mai mare amenințare pentru America. [2]
  - Antônio da Costa Santos, primarul din Campinas, Brazilia, este asasinat.
  - Charles Ingram câștigă 1 milion de lire sterline la emisiunea britanică Cine vrea să fie milionar? , dar nu primeste premiul după ce este acuzat că a trișat.[3]
- 11 septembrie: Atentatele teroriste de la New York City. Aproximativ 2.996 de persoane sunt ucise sau rănite mortal în atacurile din 11 septembrie de la  World Trade Center din New York City, Pentagonul în Comitatul Arlington, Virginia, și în zonele rurale Shanksville, Pennsylvania după ce American Airlines Flight 11 și United Airlines Flight 175 au fost deturnate și se prăbușesc în Turnurile Gemene, Zborul 77 al American Airlines este deturnat și se prăbușește în Pentagon, iar Zborul 93 al United Airlines este deturnat și se prăbușește în pajiștile din Shanksville, din cauza pasagerilor care luptă pentru a recâștiga controlul avionului. Turnurile Gemene se prăbușesc ca urmare a coliziunilor.
- 12 septembrie: Toate avioanele din Statele Unite rămân la sol.
- 13 septembrie: Traficul aeronavelor civile se reiau în Statele Unite după atacurile teroriste de la New York City.
- 14 septembrie: 
  - Serviciul Național de Rugăciune istoric organizat la Catedrala Națională din Washington pentru victimele atacurilor teroriste de la New York City. O slujbă similară este ținută în Canada, cea mai mare priveghere care a avut loc vreodată în capitala națiunii.
  - Nintendo Gamecube este lansat în Japonia, urmat de alte lansări pe piețele occidentale la sfârșitul anului 2001.
- 17 septembrie: Bursa de Valori din New York se redeschide pentru tranzacționare după atacurile teroriste de la New York City, cea mai lungă închidere de la Marea Depresiune.
- 17 septembrie: În Anglia, este inaugurat Gateshead Millennium Bridge.
- 18 septembrie: Încep atacurile cu antrax. Scrisorile care conțin spori antrax sunt trimise prin poștă la Princeton, New Jersey, ABC News, CBS News, NBC News, New York Post și National Enquirer. În total, douăzeci și două de persoane sunt expuse, rezultând cinci decese.
- 20 septembrie: Într-o adresare la o sesiune comună a Congresului și a poporului american, președintele american, George W. Bush, declară „Războiul împotriva terorii”.
- 21 septembrie:
  - În Toulouse, Franța, fabrica de produse chimice AZote Fertilisant explodează, ucigând 29 de persoane și rănind peste 2.500.
  - Creșterea tensiunilor rasiale în Peterborough, Anglia, în urma atacurilor teroriste de la New York City, a dus la asasinarea lui Ross Parker, de către o bandă de zece musulmani într-un atac motivat rasial.
  - Deep Space 1 zboară la mai puțin de 2.200 km de Cometa Borrelly.
  -  America: A Tribute to Heroes  este difuzat de peste 35 de canale de rețea și cablu, strângând peste 200 de milioane de dolari pentru victimele atacurilor teroriste de la New York City.
- 27 septembrie: Are loc masacrul din Zug: În Zug, Elveția, Friedrich Leibacher împușcă 18 cetățeni, ucigând 14, apoi se sinucide.

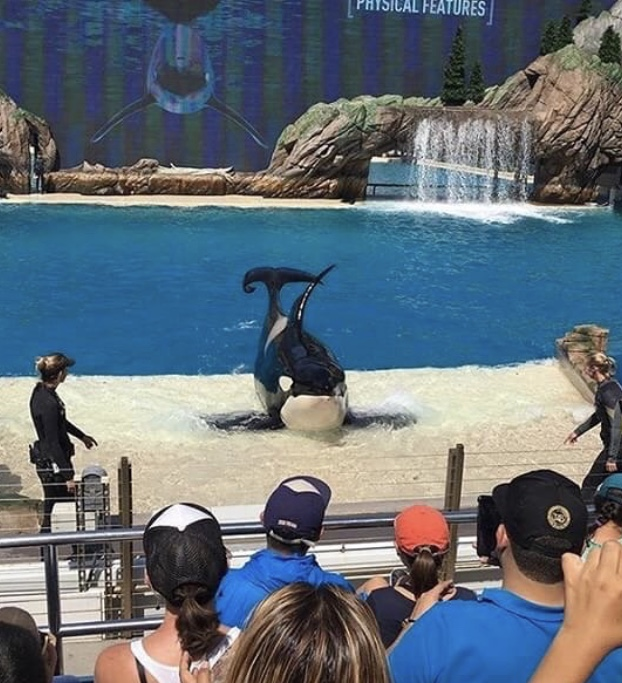
1 septembrie: Nakai-prima balenă nǎscutǎ din inseminare artificială
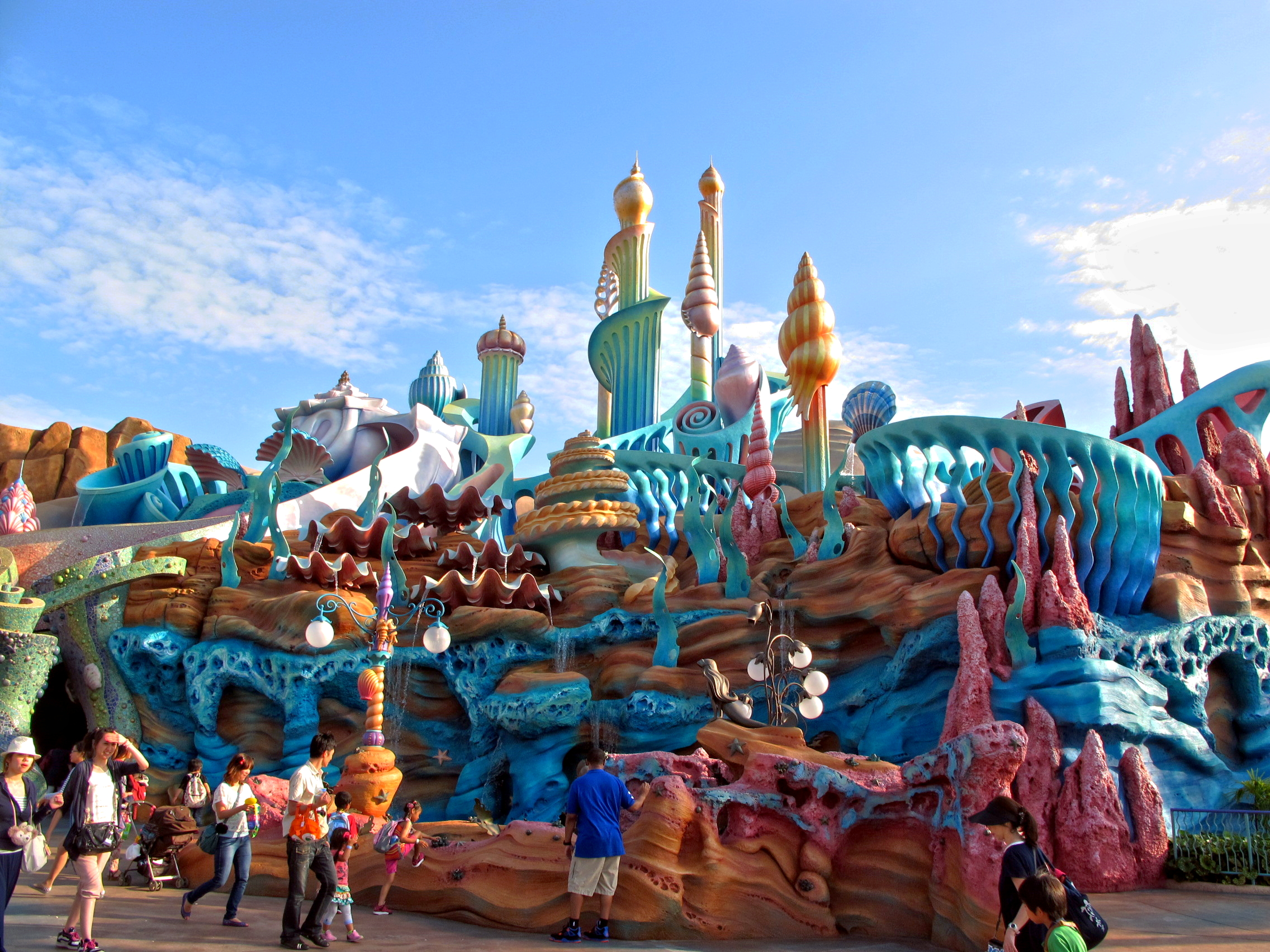
4 septembrie: Se deschide parcul Tokyo DisneySea
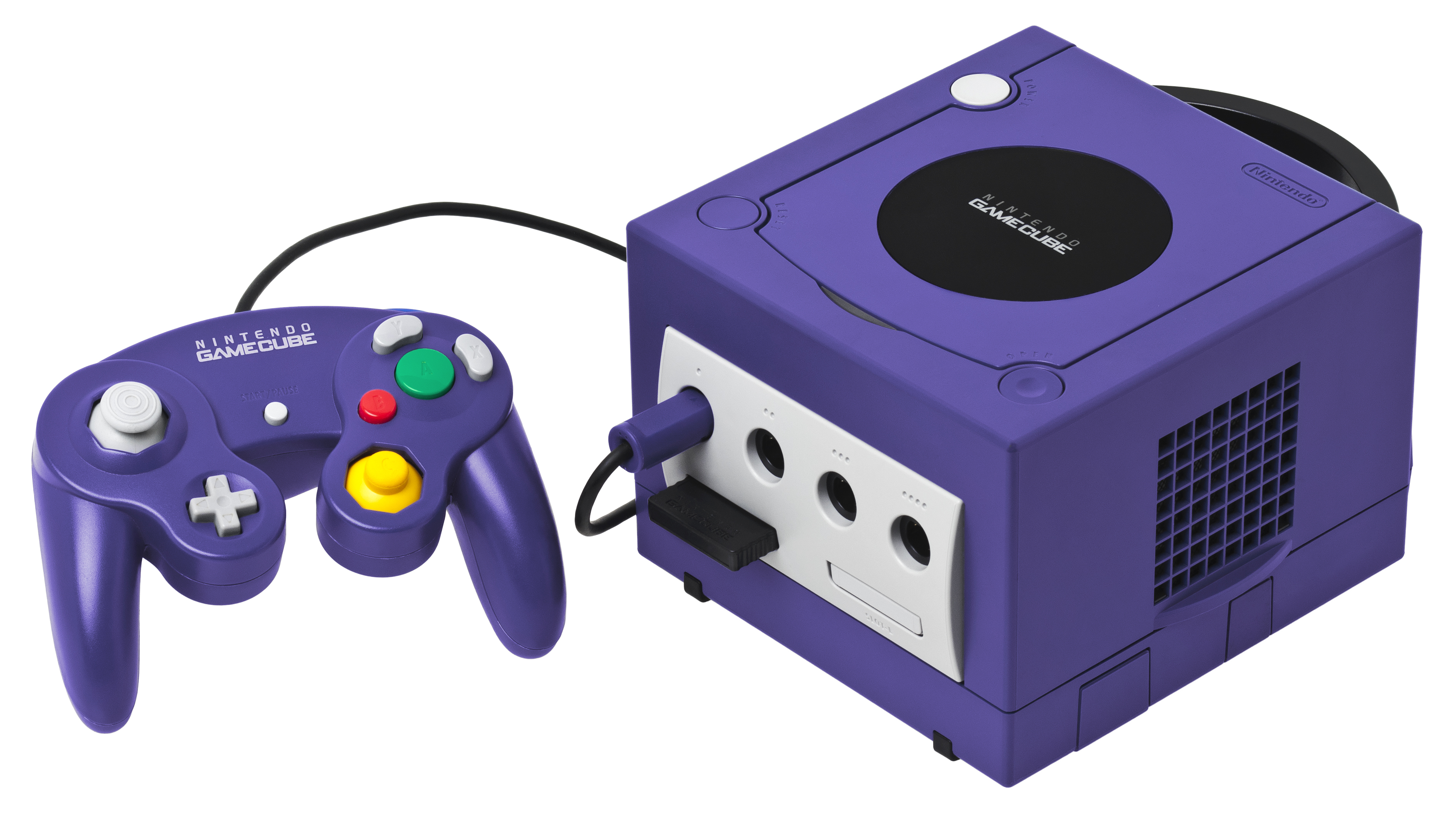
14 septembrie: GameCube este lansat
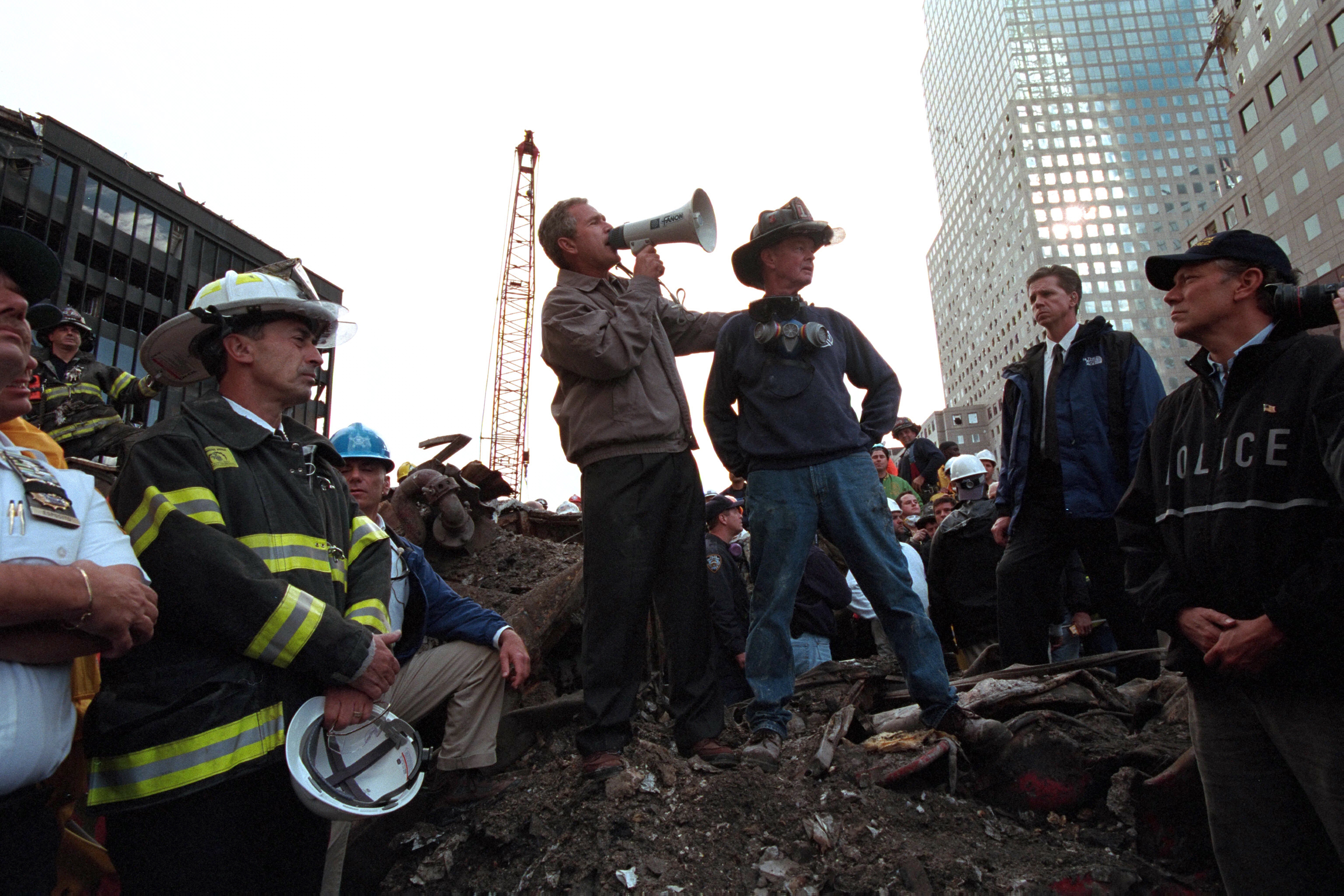
14 septembrie: Președintele George W. Bush la ruinele Turnurilor Gemene, ținând un discurs faimos pompierilor
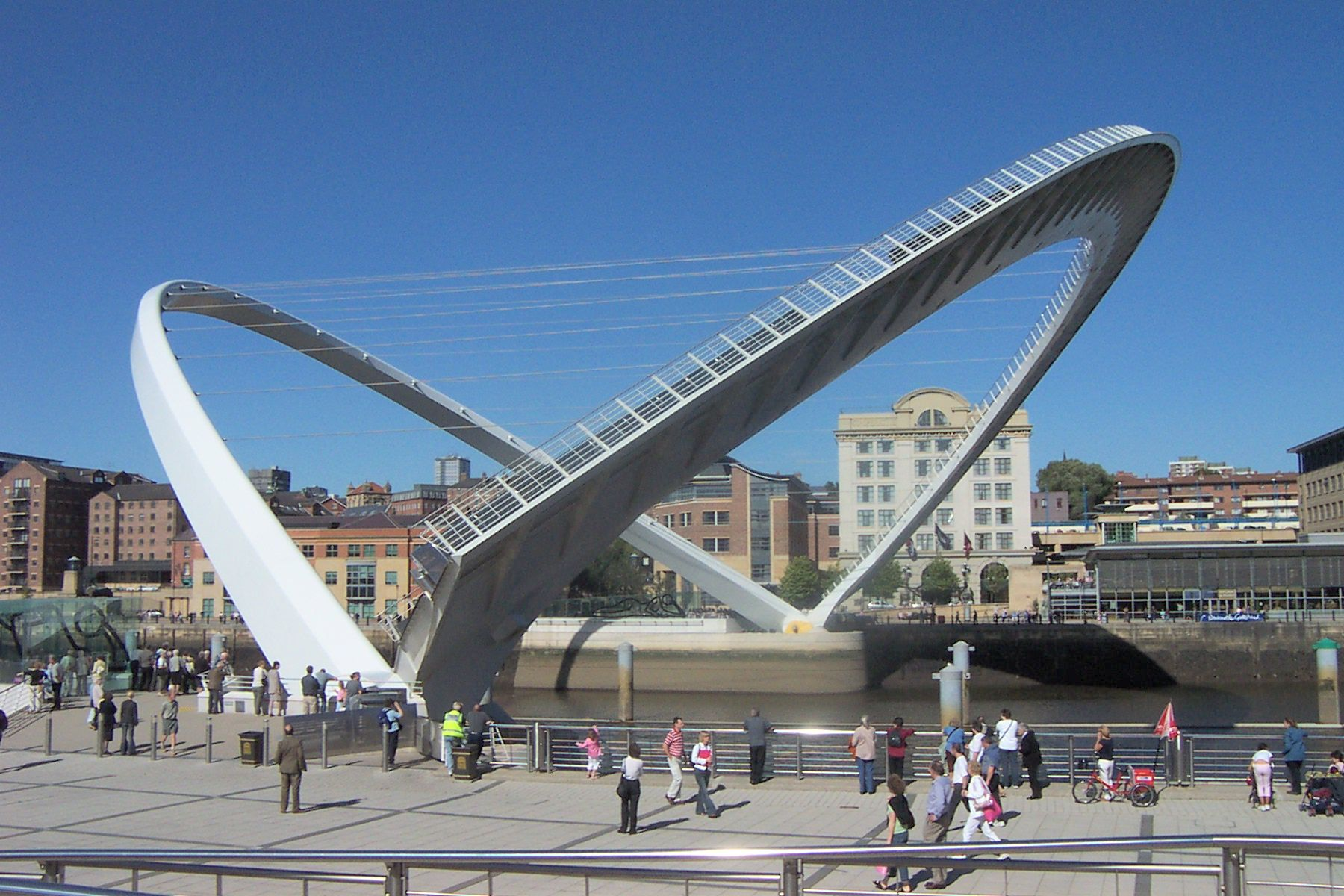
17 septembrie: Este inaugurat podul Gateshead Millennium Bridge

## Nașteri
- 3 septembrie: Kaia Gerber, model și actriță americană
- 18 septembrie: Filip Cristian Jianu, jucător de tenis român

## Decese
- 2 septembrie: Christiaan Barnard (Christiaan Neethling Barnard), 78 ani, medic chirurg sud-african (n. 1922)
- 2 septembrie: Troy Donahue (n.  Merle Johnson Jr.), 65 ani, actor american (n. 1936)
- 3 septembrie: Pauline Kael, 82 ani, critic de film, american (n. 1919)
- 3 septembrie: Thuy Trang, 27 ani, actriță vietnamezo-americană (n. 1973)
- 5 septembrie: Tamara Smirnova, astronomă rusă (n. 1935)
- 9 septembrie: Ahmad Șah Massoud, 48 ani, comandant militar afgan (n. 1953)
- 11 septembrie: George Văsii, arhitect român (n. 1935)
- 18 septembrie: Amy Witting, poetă australiană (n. 1918)
- 20 septembrie: Marcos Pérez Jiménez (Marcos Evangelista Pérez Jiménez), 86 ani, președinte al Venezuelei (1953-1958), (n. 1914)
- 29 septembrie: Nguyễn Văn Thiệu, 78 ani, președintele Vietnamului de Sud (1965-1975), (n. 1923)
- 29 septembrie: Gellu Naum, poet, dramaturg, romancier și traducător român (n. 1915)